# بری گلدواتر
بری موریس گلدواتر (به انگلیسی: Barry Morris Goldwater) (ژانویه ۲، ۱۹۰۹ – مه ۲۹، ۱۹۹۸) بیزنس من و پنج دوره سناتور ایالات متحده از آریزونا و کاندیدای ریاست جمهوری در انتخابات ۱۹۶۴ بود. او که در نیمه اول دهه ۱۹۶۰ چهره‌ای سخنور و کاریزماتیک بود به «آقای محافظه کار» مشهور بود.
گلدواتر سیاستمداریست که بیش از همه به دلیل کلید زدن تجدید حیات جنبش سیاسی محافظه کاری آمریکا در دهه ۱۹۶۰ شناخته می‌شود. همچنین او اثری مهم بر جنبش لیبرترین داشت.
او میراث نیو دیل را رد می‌کرد و از طریق ائتلاف محافظه کار برای شکست دادن ائتلاف نیو دیل تلاش می‌کرد. او یک هیئت بزرگ محافظه کار را برای بردن رقابتهای مقدماتی کاندیداتوری جمهوریخواه در انتخابات ریاست جمهوری بسیج کرد. پلتفرم دست راستی گلدواتر نهایتاً موفق یه جلب حمایت رای دهندگان نشدe و او انتخابات ریاست جمهوری سال ۱۹۶۴ را با یکی از بزرگترین اختلافها در تاریخ به رئیس‌جمهور وقت، لیندون جانسون باخت که بسیاری از کاندیداهای جمهوریخواه را هم به زیر کشید. کارزار جانسون و دیگر منتقدان او را واکنشی تصویر می‌کرد، گرچه هوادارانش حملات او به اتحاد شوروی، اتحادیه‌های کارگری و دولت رفاه را می‌ستودند. شکست او به جانسون و دمکراتهای کنگره اجازه داد برنامه‌های جامعه بزرگ را تصویب کنند، ولی شکست بسیاری از جمهوریخوان مسن در ۱۹۶۴ راه را برای بسیج شدن نسل جدیدی از محافظه کاران آمریکایی باز کرد. پس از ۱۹۶۴، خیلی کمتر به عنوان رهبری ملی فعال بود؛ هوادارانش عمدتاً حول رونالد ریگان گرد آمدند که در ۱۹۶۷ فرماندار کالیفرنیا و در ۱۹۸۱ چهلمین رئیس‌جمهوری آمریکا شد.
گلدواتر در ۱۹۶۹ به سنا برگشت، و تجربه نظامی خود را بهمراه آورد. بزرگترین موفقیت او تصویب لایحه گلدواتر-نیکولز بود که موجب تجدید ساختار سطوح بالای پنتاگون شد. در ۱۹۷۴، او به عنوان یکی از دولتمردان پیش کسوت حزب، موفق شد پرزیدنت ریچارد نیکسون را در پی رسوایی واتر گیت وادار به استعفا کند. تا دهه ۱۹۸۰ نفوذ فزاینده راست مسیحی بر حزب جمهوریخواه چنان با دیدگاههای گلدواتر در تعارض قرار گرفت که او مخالف راسخ راست مذهبی در مسائلی نظیر سقط جنین، حقوق همجنسگرایان و نقش دین در حیات عمومی شد.